# Confúcio Moura
Confúcio Aires Moura (Dianópolis, Tocantins, 16 de maio de 1948) é um médico e político brasileiro, foi por duas vezes governador. Atualmente, exerce a função de senador por Rondônia e é filiado ao Movimento Democrático Brasileiro.

## Biografia
Médico formado pela Universidade Federal de Goiás (UFG) em 1975, é casado com Maria Alice Moura e tem duas filhas, Bárbara e Débora. Foi sargento pela polícia militar de Goiás.
Filiado ao Partido do Movimento Democrático Brasileiro (PMDB), elegeu-se deputado federal por Rondônia por três vezes consecutivas, 1994, 1998 e 2002. Em 2004, foi eleito prefeito de Ariquemes, renunciando ao mandato de deputado. Foi reeleito para a prefeitura em 2008.
Nas eleições estaduais de Rondônia em 2010 foi eleito, no segundo turno, governador do estado, com 422.707 votos, ou o equivalente a 58,68% dos votos válidos.
Na eleição de 2014, foi reeleito para um segundo mandato como governador, onde ficou até 5 de abril de 2018, quando renunciou para se candidatar ao Senado. 
Na eleição estadual de 2018. Foi eleito senador com 230.361 votos, o equivalente a 17,06% dos votos válidos.